# Yan Yuan
Yan Yuan (en xinès 颜元; pinyin Yán Yuán; Wade–Giles Yen Yuan) també anomenat Xizhai (en xinès 习斋; pinyin Xízhāi; Wade–Giles Hsi-chai) (Zhili -actual Hubei- Xina, 27 d'abril de 1635 - 30 de setembre de 1704) va ser un erudit xinès, escriptor, historiador, filòsof i pedagog de la dinastia Qing, fundador de 'L'escola confucianista pràctica i empírica' (shixue).

## Biografia
El seu pare va ingressar a l'exèrcit manxú quan Yuan només tenia tres anys, i no va tornar a casa mai més. Yuan va ser adoptat pel seu avi.
Estudià per passar els exàmens imperials i entrar als serveis civils, però després de diverses proves ho va deixar i va estudiar de forma lliure pel seu compte. Va formar-se en temes de ciència militar, medicina i filosofia, i va insistir en la rigorosa observança dels rituals clàssics amb seguiment de l'escola tradicional de Zhu Xi i l'estudi del Xingli daquan (recull d'obres dels filòsofs del segle xv, partidaris de la natura humana i de l'ordre natural

## Pensament i obra
Yuan va ser molt crític amb els mètodes que depenien de l'anàlisi de textos i de la reflexió abstracte fórmules dominants a la Xina amb el creixement del budisme i del neoconfucianisme.
Ela seus treballs sobre l'antiguitat el van portar a la convicció de que la cultura antiga tenia un caràcter essencialment pràctic, on calia adquirir coneixements sobre el tir a l'arc, conduir un carruatge i saber càlcul. Va centrar-se en el temes pràctics i va criticar la meditació silenciosa i l'estudi dels llibres, per considerar que obstaculitzaven el camí vers l'autèntic perfeccionament personal, que havia de culminar en la pràctica de les virtuts i dels ritus clàssics, actuacions que generarien la capacitat de canviar el món. El seu antiintel·lectualisme es suportava amb concepcions filosòfiques, quan afirmava: "el treball manual i el contacte directe amb la realitat son una forma de coneixement".
Va poder posar en pràctica les seves teories sobre l'educació quan va ser director de l'acadèmia de Zhangnan l'any 1696, amb un currículum que emfatitzava les anomenades 'Sis arts ' confucianes: la cortesia ritual, la música, la tàctica i estratègia militar, el tir amb arc, la cal·ligrafia i les matemàtiques.
Els seus treballs filosòfics més importants van ser Cun xing bian 存性編 ('Preservar la natura humana') i Cun xue bian 存學編 ('Preservar l'aprenentatge').
El seu principal deixeble va ser Li Gong (1659-1733) amb qui va escriure diverses obres sobre filosofia, amb un moviment de pensament conegut com l'Escola Yan-Li.